# جیل هیورث
جیل هیورث (انگلیسی: Jill Haworth؛ ۱۵ اوت ۱۹۴۵ – ۳ ژانویهٔ ۲۰۱۱) یک بازیگر سینما، و هنرپیشه اهل بریتانیا بود. وی بین سال‌های ۱۹۶۰ تا ۲۰۰۱ میلادی فعالیت می‌کرد.

## فیلم‌شناسی
از فیلم‌ها یا برنامه‌های تلویزیونی که وی در آن نقش داشته است می‌توان به کاردینال، خروج اشاره کرد.